# Sergio Grieco
Sergio Grieco (Codevigo, 13 gennaio 1917 – Roma, 30 marzo 1982) è stato un regista e sceneggiatore italiano.

## Biografia
Emigrato in Francia, diviene assistente alla regia di Germaine Dulac, poi in Unione Sovietica collaboratore di Nikolaj Ekk. Nel 1939 ritorna con la famiglia in Italia e lavora come assistente alla produzione e aiuto regista di vari registi, tra i quali Ferdinando Maria Poggioli e Goffredo Alessandrini.
Nel 1950 girò il primo film come regista, Il sentiero dell'odio. Prosegue la sua carriera di regista fino alla fine degli anni settanta.
Muore a Roma, il 30 marzo 1982, all'età di 65 anni.

## Filmografia

### Regista
- Il sentiero dell'odio (1950)
- I morti non pagano tasse (1952)
- Non è vero... ma ci credo (1952)
- Primo premio: Mariarosa (1952)
- Fermi tutti... arrivo io! (1953)
- Amarti è il mio peccato (Suor Celeste) (1954)
- Tua per la vita (1955)
- Giovanni dalle Bande Nere (1956)
- Lo spadaccino misterioso (1956)
- Il diavolo nero (1957)
- Il pirata dello sparviero nero (1958)
- Pia de' Tolomei (1958)
- Ciao, ciao bambina! (Piove) (1959)
- Le notti di Lucrezia Borgia (1959)
- Salambò (1960)
- La schiava di Roma (1960)
- La regina dei tartari (1961)
- Il capitano di ferro (1962)
- Giulio Cesare contro i pirati (1962)
- Il figlio del circo (1963)
- La ragazza meravigliosa (1964)
- Agente 077 dall'Oriente con furore (1965)
- Agente 077 missione Bloody Mary (1965)
- Una spada per l'impero (1965)
- Missione speciale Lady Chaplin (1966)
- Tiffany memorandum (1967)
- Come rubare la corona d'Inghilterra (1967)
- Password: Uccidete agente Gordon (1967)
- Rififí ad Amsterdam (1967)
- Rapporto Fuller, base Stoccolma (1968)
- Il sergente Klems (1971)
- Tutti fratelli nel west... per parte di padre (1972)
- Le scomunicate di San Valentino (1974)
- L'uomo che sfidò l'organizzazione (1975)
- I violenti di Roma bene (1976)
- La nipote del prete (1976)
- La belva col mitra (1977)
- Il signor Ministro li pretese tutti e subito (1977)

### Sceneggiatore
- Il sentiero dell'odio, regia di Sergio Grieco (1950)
- Amarti è il mio peccato (Suor Celeste), regia di Sergio Grieco (1954)
- Tua per la vita, regia di Sergio Grieco (1954)
- Lo spadaccino misterioso, regia di Sergio Grieco (1956)
- Il pirata dello sparviero nero, regia di Sergio Grieco (1958)
- Le notti di Lucrezia Borgia, regia di Sergio Grieco (1959)
- Giulio Cesare contro i pirati, regia di Sergio Grieco (1962)
- Il figlio del circo, regia di Sergio Grieco (1963)
- Agente 077 missione Bloody Mary, regia di Sergio Grieco (1965)
- Il sergente Klems, regia di Sergio Grieco (1971)
- Tutti fratelli nel west... per parte di padre, regia di Sergio Grieco (1972)
- Le scomunicate di San Valentino, regia di Sergio Grieco (1974)
- L'uomo che sfidò l'organizzazione, regia di Sergio Grieco (1975)
- I violenti di Roma bene, regia di Sergio Grieco (1976)
- La nipote del prete, regia di Sergio Grieco (1976)
- La belva col mitra, regia di Sergio Grieco (1977)
- Il signor Ministro li pretese tutti e subito, regia di Sergio Grieco (1977)
- Quel maledetto treno blindato, regia di Enzo G. Castellari (1978)